# Крутелево (Невельский район)
Крутелево — деревня в Невельском районе Псковской области России. Входит в состав сельского поселения «Лёховская волость».
Находится на берегу озера Днико. Город Невель находится в 33 километрах к северо-западу, ближайшая крупная деревня Лёхово в 6 километрах к юго-западу.

## Население
Численность населения деревни на конец 2000 года составляла 11 жителей.